# Берестово-Богодухівське гірничопромислове товариство
Голубовське Берестово-Богодухівське гірничопромислове товариство – одне із найбільших вугледобувних підприємств Російської імперії.
Засноване у 1890 р.

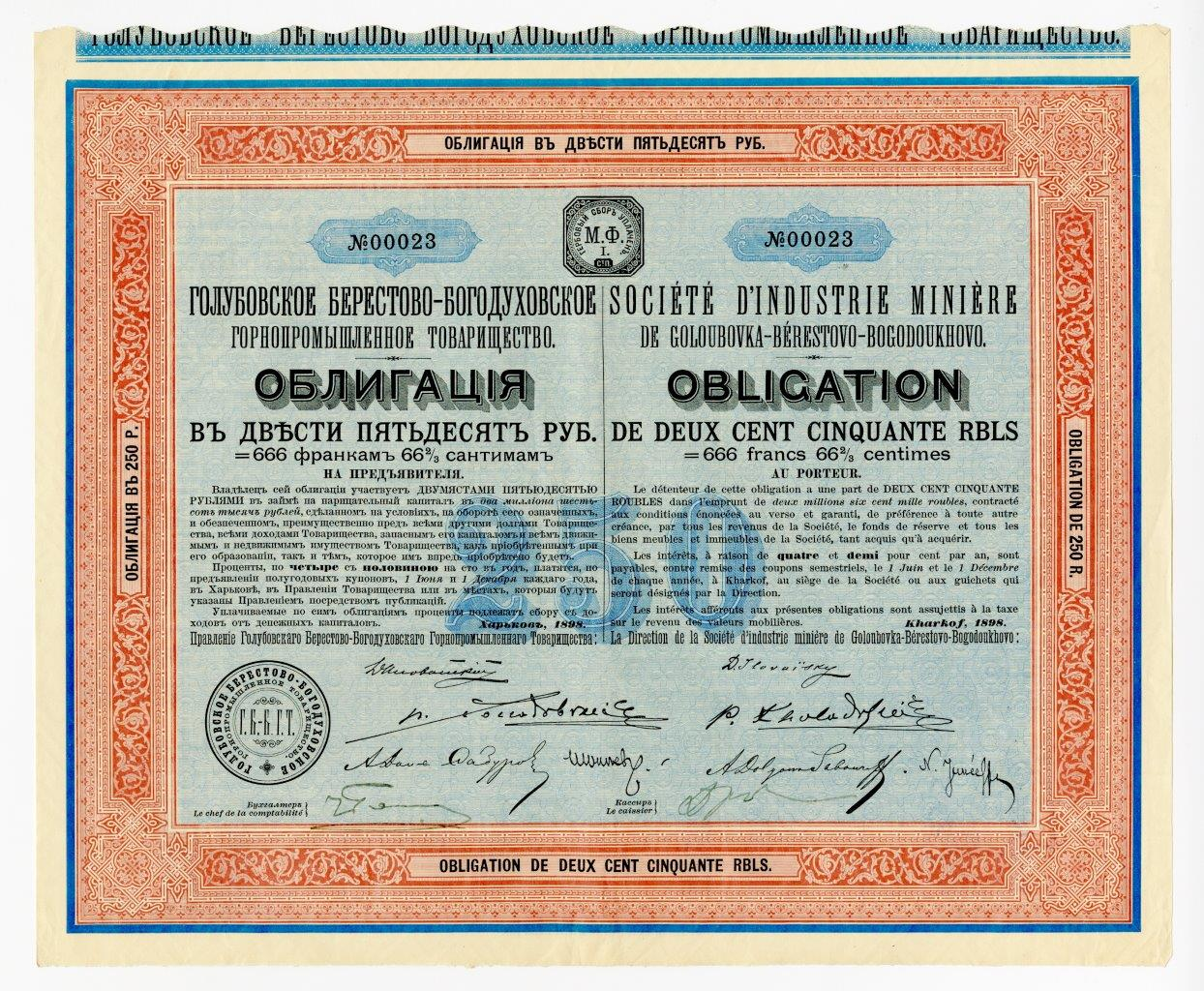
4,5 % облігація на 250 руб. Голубовського Берестово-Богодухівського гірничо-промислового твоариства. Харків, 1898.

Назва походить від балок, між яким він був розташований у с. Григорівка Макіївської волості  Таганрозької округи Області Війська Донського (нині – у межах Пролетарського району м. Донецька, Україна).
Інша велика копальня - у с. Голубівка Словʼяносербського повіту Катеринославської губернії, (нині — район м. Первомайська Луганської області, Україна). Заснована у 1885-1886 р. Петром Губоніним, у 1890 р. придбана Берестово-Богодухівським товариством.

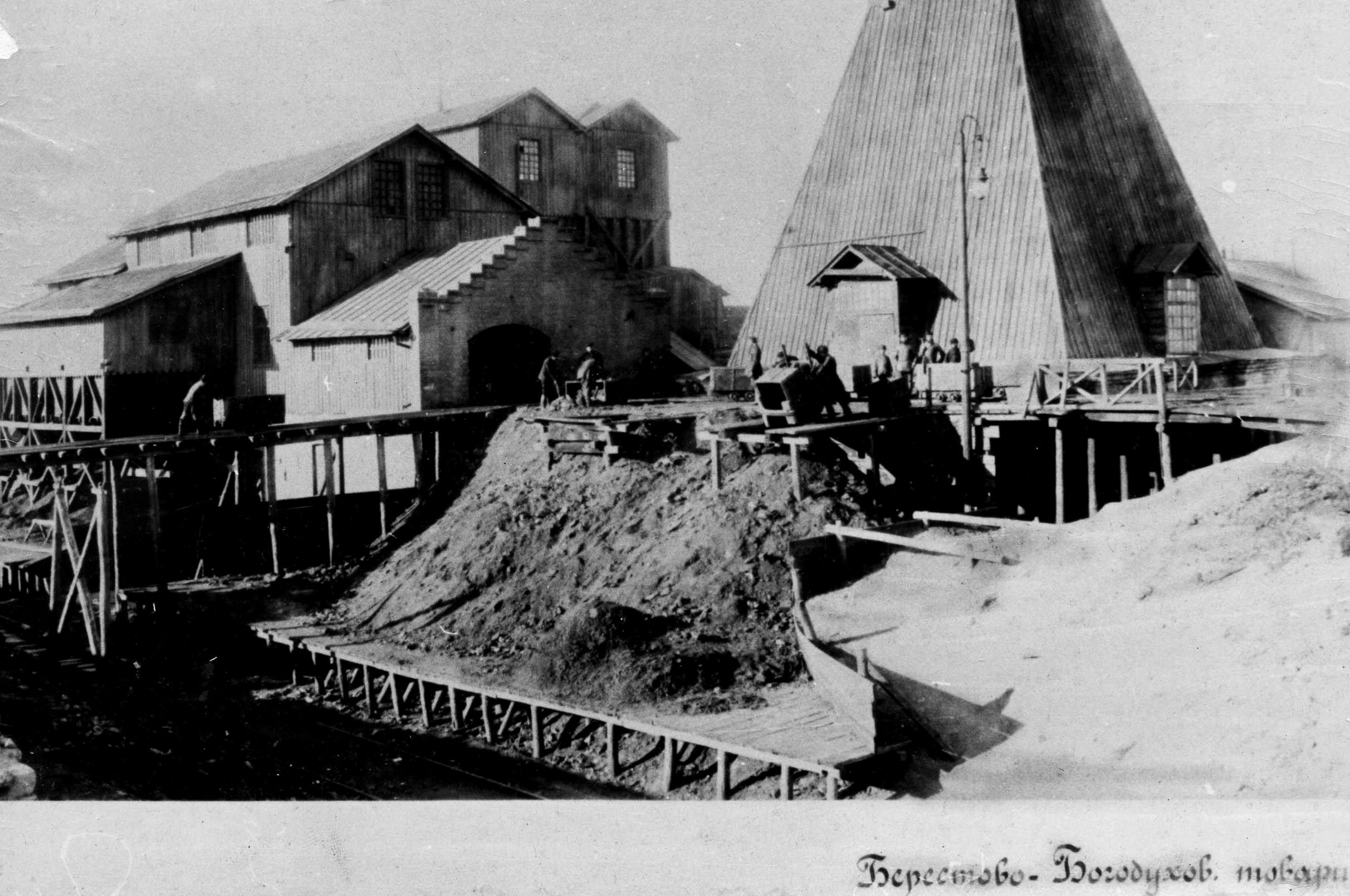
Берестово-Богодуховська копальня

На підприємствах товариства діяло 164 коксові печі "Дюрі-Бернард". Чисельність робітників - 2000 осіб. У 1903 р. капітал товариства становив 3,4 млн руб., баланс на 1913 р. - 15 512 253 руб.
У січні 1918 р. Берестово-Богодухівську копальню захопив озброєний загін більшовиків, проголосили його націоналізацію та перетворили на цитадель. Уряд Області Війська Донського, оголосивши надзвичайний стан в області, надіслав на захоплені підприємства загін під командуванням єсаула Василя Чєрнєцова. За неперевіреними даними, цей загін, звільняючи Берестово-Богодухівську копальню розстріляв групу більшовиків та скинув їх тіла у шахту.